# إليزابيث فرانك
إليزابيث فرانك (بالإنجليزية: Elizabeth Frank)‏ هي كاتِبة أمريكية، ولدت في 14 سبتمبر 1945.

## وصلات خارجية
- إليزابيث فرانك على موقع أرشيف الشارخ.